# Список высших учебных заведений Забайкальского края
В список высших учебных заведений Забайкальского края включены образовательные учреждения высшего и высшего профессионального образования, находящиеся на территории Забайкальского края и участвовавшие в мониторинге Министерства образования и науки Российской Федерации 2015 года. Этим критериям в Забайкальском крае соответствуют 2 вуза и 3 филиалов.
Филиалы вузов, головные организации которых находятся в иных субъектах федерации, сгруппированы в отдельном списке. Порядок следования элементов списка — алфавитный.

## Список высших образовательных учреждений
| Название                                       | Категория       | Год основания | Месторасположение | Число студентов |
| ---------------------------------------------- | --------------- | ------------- | ----------------- | --------------- |
| Забайкальский государственный университет      | государственный | 1972          | Чита              | 16639           |
| Читинская государственная медицинская академия | государственный | 1953          | Чита              | 2423            |

## Список филиалов высших образовательных учреждений
| Название | Категория         | Год основания | Месторасположение | Месторасположение головной организации | Число студентов |
| --- | ----------------- | ------------- | ----------------- | -------------------------------------- | --------------- |
| Забайкальский аграрный институт (филиал Иркутской государственной сельскохозяйственной академии)                     | государственный   | 1979          | Чита              | Иркутск                                | 3300            |
| Забайкальский институт железнодорожного транспорта (филиал Иркутского государственного университета путей сообщения) | государственный   | 1956          | Чита              | Иркутск                                | 3549            |
| Забайкальский институт предпринимательства (филиал Сибирского университета потребительской кооперации)               | негосударственный | 1996          | Чита              | Новосибирск                            | 1343            |